# Voor altijd? (album)
Voor altijd? is het derde studioalbum van de Ghost Rockers. Het bevat 13 nummers, die reeds in verkorte versie te horen waren in het derde seizoen van de gelijknamige reeks en de bioscoopfilm Ghost Rockers - Voor altijd?. Het eerste nummer wordt gebruikt als intronummer van het derde seizoen van de 'Ghost Rockers'-reeks, en is tevens te horen in de bioscoopfilm.

## Tracklist
| 1.                 | Voor altijd?*           | 03:52 |
| 2.                 | Vertrouwen              | 02:41 |
| 3.                 | Hé kleine jongen        | 02:32 |
| 4.                 | Vallen en weer opstaan  | 03:12 |
| 5.                 | De puzzel               | 03:57 |
| 6.                 | Meisjes                 | 03:20 |
| 7.                 | Mijn wonderlijke wereld | 03:40 |
| 8.                 | Het is een bende        | 03:02 |
| 9.                 | Een voor allen          | 03:26 |
| 10.                | Luister me af           | 03:15 |
| 11.                | Helena                  | 03:25 |
| 12.                | Alles?*                 | 02:51 |
| 13.                | Reddende engel*         | 02:51 |
| Totale duur: 42:04 |                         |       |

* Uit de bioscoopfilm

## Hitnoteringen

### VlaamseUltratop 200Albums
| Hitnotering: 28-01-2017 t/m 12-08-2017 | Hitnotering: 28-01-2017 t/m 12-08-2017 | Hitnotering: 28-01-2017 t/m 12-08-2017 | Hitnotering: 28-01-2017 t/m 12-08-2017 | Hitnotering: 28-01-2017 t/m 12-08-2017 | Hitnotering: 28-01-2017 t/m 12-08-2017 | Hitnotering: 28-01-2017 t/m 12-08-2017 | Hitnotering: 28-01-2017 t/m 12-08-2017 | Hitnotering: 28-01-2017 t/m 12-08-2017 | Hitnotering: 28-01-2017 t/m 12-08-2017 | Hitnotering: 28-01-2017 t/m 12-08-2017 | Hitnotering: 28-01-2017 t/m 12-08-2017 | Hitnotering: 28-01-2017 t/m 12-08-2017 | Hitnotering: 28-01-2017 t/m 12-08-2017 | Hitnotering: 28-01-2017 t/m 12-08-2017 | Hitnotering: 28-01-2017 t/m 12-08-2017 | Hitnotering: 28-01-2017 t/m 12-08-2017 | Hitnotering: 28-01-2017 t/m 12-08-2017 | Hitnotering: 28-01-2017 t/m 12-08-2017 | Hitnotering: 28-01-2017 t/m 12-08-2017 | Hitnotering: 28-01-2017 t/m 12-08-2017 |
| Week:                                  | 1                                      | 2                                      | 3                                      | 4                                      | 5                                      | 6                                      | 7                                      | 8                                      | 9                                      | 10                                     | 11                                     | 12                                     | 13                                     | 14                                     | 15                                     | 16                                     | 17                                     | 18                                     | 19                                     | 20                                     |
| -------------------------------------- | -------------------------------------- | -------------------------------------- | -------------------------------------- | -------------------------------------- | -------------------------------------- | -------------------------------------- | -------------------------------------- | -------------------------------------- | -------------------------------------- | -------------------------------------- | -------------------------------------- | -------------------------------------- | -------------------------------------- | -------------------------------------- | -------------------------------------- | -------------------------------------- | -------------------------------------- | -------------------------------------- | -------------------------------------- | -------------------------------------- |
| Positie:                               | 2                                      | 3                                      | 5                                      | 10                                     | 13                                     | 12                                     | 16                                     | 17                                     | 29                                     | 30                                     | 39                                     | 24                                     | 21                                     | 36                                     | 33                                     | 38                                     | 44                                     | 52                                     | 51                                     | 69                                     |
| Week:                                  | 21                                     | 22                                     | 23                                     | 24                                     | 25                                     | 26                                     | 27                                     | 28                                     | 29                                     | 30                                     | 31                                     | 32                                     | 33                                     | 34                                     | 35                                     | 36                                     | 37                                     | 38                                     | 39                                     | 40                                     |
| Positie:                               | 71                                     | 83                                     | 72                                     | 64                                     | 77                                     | 78                                     | 63                                     | 51                                     | 49                                     |                                        |                                        |                                        |                                        |                                        |                                        |                                        |                                        |                                        |                                        |                                        |